# 테크노 바이킹
테크노 바이킹(Techno Viking)은 2000년 독일 베를린 퍼크퍼레이드에서 촬영한 동영상에서 유래한 영미권의 인터넷 밈이다.

## 내용
실험동영상 예술가 마티아스 프리치(Matthias Fritsch)는 2000년 7월 8일 퍼크퍼레이드에서 4분 길이의 동영상을 찍었다. 영상 시작부분에는 "Kneecam No. 1" 타이틀이 나온다. 카메라는 하늘색 머리를 한 여성을 중심으로 음악에 맞춰 춤을 추는 사람들을 비춘다. 잠시 후 한 남자가 갑자기 등장, 하늘색 머리 여성을 슬쩍 뒤에서 안는다. 그 순간 옆에서 상의탈의에 바이킹 헤어스타일, 묠니르 펜던트를 한 건장한 사내('테크노 바이킹'으로 불리는 인물)가 나타나 빠져나가려던 남자를 붙잡는다. 상의탈의남은 추행을 시도한 남자를 왔던 방향으로 되돌려 보내며 그를 계속 노려보다가, 오른손을 들어 남자를 가리키면서 계속 걸어가라고 지시한다.  천천히 주변의 무리를 이끌고 걸어가기 시작하는 테크노 바이킹, 그의 뒤에서 제3의 남자가 등장하여 물병을 거꾸로 들어 건넨다. 바이킹은 물병을 받아 마신 뒤 울려퍼지는 테크노 음악에 맞춰 춤을 추면서 Rosenthaler Straße(북위 52° 31′ 33.8″ 동경 13° 24′ 13.2″)를 걸어간다.

## 경과
프리치는 인터넷에 이 비디오를 2001년 업로드했다. 그는 영상 속 상황이 실제인지 각본인지 시청자들이 의구심을 갖도록 의도하여 만들었다. 프리치는 2006년 이 영상을 유튜브에 업로드했는데 2007년 조회수가 폭증했다. 프리치의 말에 따르면 영상이 주목받기 시작한 곳은 포르노 사이트 센트럴 아메리칸(Central American)이었다. Break.com에 영상이 올라간 이후 6개월 동안 1000만 회 이상의 조회수를 기록했으며 700개 이상의 답글과 패러디물들이 등록되었다. 매튜 쿨렌과 위저는 인터넷 밈을 모은 뮤직비디오 Pork and Beans 에 테크노 바이킹을 넣으려고 시도했으나 결국 하지 못했다. 2010년 중반 기준으로 유튜브 영상은 조회수 2천만을 돌파했다.
프리치는 영상 촬영 시점에 이 남자의 이름을 몰랐다고 한다. 드라마티카 백과사전 등에서 이 남자의 신원을 추측하였다. 2008년 팬들은 종합격투기 선수 키스 자르딘이 테크노 바이킹이라고 추측했다. 그러나 테크노 바이킹의 변호인은 본인 고객은 대중 앞에 나선 적이 없으며, 향후 그렇게 되기를 원치도 않는다고 주장했다.
이 익명의 '바이킹' 남자는 프리치에게 인격권을 침해당했다는 이유로 소송을 제기했으며 재판은 2013년 1월 17일에 시작되었다. 동년 6월 피고는 손해배상액 1만 3천 유로(유튜브 광고와 테크노 바이킹 상품판매로 번 돈 거의 전부), 소송비용 1만 유로를 원고에게 지급하고 원고의 모습이 실린 출판물 생산을 중단하라는 판결이 나왔다.
프리치는 크라우드펀딩으로 다큐멘터리 〈테크노 바이킹 이야기〉(The Story of Technoviking)를 제작, 2015년에 공개했다.